# Lamb (Band)
Lamb ist eine englische Band aus Manchester, die 1996 gegründet wurde und stilistisch dem Trip-Hop zugerechnet wird. Sie besteht aus der Sängerin Louise Rhodes, dem Keyboarder und Perkussionisten Andy Barlow sowie verschiedenen Gastmusikern. Einige ihrer Songs waren auch in Werbespots zu hören (beispielsweise Gabriel für Opel, Heaven für Audi und Górecki für Tomb Raider: Underworld).

## Geschichte

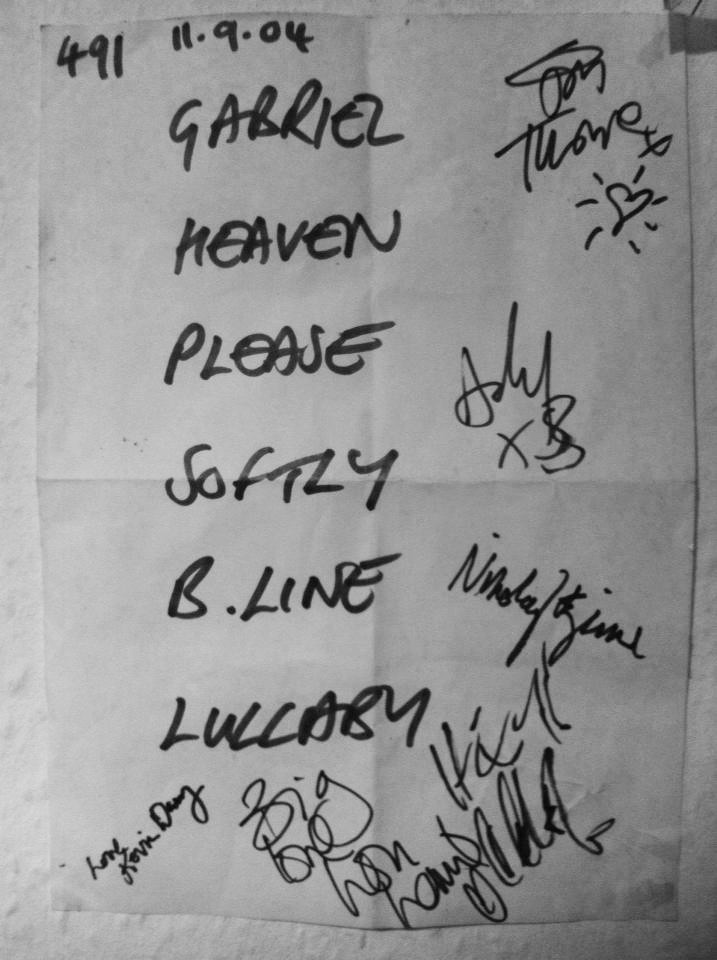
Signierte Setlist, September 2004

Das Duo Lamb hat seinen Ursprung in Manchester. Seine erste Single, die großen Anklang fand, war Cotton Wool 1996. Es folgte ihr Debüt-Album Lamb, welches zu den Wegbereitern des Trip-Hop gehört.
Louise Rhodes, die für Stimme und Substanz der Songs zuständig ist, wurde von ihrer an Folk interessierten Mutter von klein auf an die Musik herangeführt. Schon als Kind nahm sie an deren Auftritten teil. Die Musik ließ sie auch weiterhin nicht los: Sie ließ sich von Sängern wie Joni Mitchell, Donny Hathaway wie auch dem Soul und dem Hip-Hop inspirieren.
Eine Zeit lang arbeitete sie erfolgreich als Mode- und Musikfotografin.
Aktiv zur Musik brachte sie erst ein Stück aus dem Radio, wonach sie einen eigenen Song schrieb. Es folgte die Kontaktaufnahme zu Andrew Barlow, der zunächst eher ablehnend reagierte, dann aber einer Zusammenarbeit zustimmte.
Auch Andrew Barlow wuchs wie Louise in Manchester auf. Sein Weg zur Musik begann bei einer Marschkapelle, in der er im Alter von neun Jahren bereits als Trommler mitwirkte. Mit 16 entdeckte er den Hip-Hop und spielte ab und an als Keyboarder in der Band Mucky Pub. Später arbeitete er für Mindestlohn bei dem SoWhat-Management und tüftelte nach der Arbeit an eigenen Songs. Daher stammt z. B. der Song Anafey.
2004 kündigte Lamb eine künstlerische Pause an. Der 2005 angekündigte DVD-Livemitschnitt ist bisher nicht erschienen. In der Zwischenzeit veröffentlichte Louise Rhodes drei Soloalben, die sich stilistisch weit von Lamb entfernten. Auch Andy Barlow arbeitete indes an einem Solo-Album, welches er hauptsächlich in seinem Home-Studio produzierte. Es trägt den Namen "LEAP...and the net will appear" und erschien im Januar 2011.
Ende 2010 kündigten Lou und Andy eine Fortsetzung von Lamb an und begannen im November mit den Arbeiten an einem neuen Album. Es erschien am 5. Mai 2011 und wurde mittels zweier Live-Konzerte in Manchester und London am 5. und 6. Mai präsentiert. Da es sich um das fünfte Album der beiden handelt, trägt es den Namen "5". Das sechste Album mit dem Titel Backspace Unwind erschien am 13. Oktober 2014.
Im September 2017 wurde mit Illumina ein neuer Song auf SoundCloud vorgestellt. Die Band unternahm Ende 2017 eine Europatournee, um den 21. Jahrestag der Veröffentlichung ihres ersten Albums mit dem Titel "Twenty-One" zu gedenken. Zur Tournee gehörte ein Konzert in der Manchester Cathedral, das vollständig live aufgezeichnet wurde. Alle, die das Konzert in Manchester besuchten, erhielten eine kostenlose Kopie des Doppel-CD-Albums, das noch in der Nacht gebrannt und von beiden Bandmitgliedern signiert wurde und keine weiteren Details oder Informationen über den Inhalt außer dem Bandlogo enthielt. Die Tour endete mit einem zusätzlichen Termin im historischen DDR-Funkhaus in Berlin. 
Das siebte Studioalbum der Band, "The Secret of Letting Go", das 2019 erschien, wurde innerhalb eines Jahres komponiert und aufgenommen und teils im bandeigenen Studio in Englands South Downs sowie in Indien und Ibiza aufgenommen. Der Soundtrack von "The Secret of Letting Go" gilt als ebenso experimentell wie die vorherigen Alben und wurde zu einer Zeit geschrieben, als die Band beschloss, sich aufzulösen.

## Stil
Anfangs noch stärker vom Drum and Bass und Jazz beeinflusst verschob sich ihr Klang allmählich in Richtung Popmusik, ohne seine Eigenheiten aufzugeben. Der Reiz ihrer Musik liegt in einer Balance harmonischer und melodischer Wohlklänge und bewusst gesetzten Eigenwilligkeiten, die sich in Samples, Rhythmen, Melodien oder Louises Stimme zeigen können.
Gorecki, einer ihrer bekanntesten Songs, wurde inspiriert von Henryk Mikołaj Góreckis Dritter Symphonie.

## Diskografie

### Alben

#### Studioalben
- 1996: Lamb, Fontana Records (UK: Silber)
- 1999: Fear of Fours, Polygram Records
- 2001: What Sound, Koch Records
- 2003: Between Darkness and Wonder, Koch Records
- 2011: 5
- 2014: Backspace Unwind
- 2019: The Secret of Letting Go

#### Live- und Remix-Alben, Kompilationen
- 2004: Back to Mine – The Voodoo Collection, DMC-Records
- 2004: Best Kept Secrets: Best of Lamb, Universal Records (auch als Limited Edition mit Bonus-DVD erhältlich)
- 2005: Remixed
- 2011: Live at Koko, Strata Music

Die Alben sind in geringfügig unterschiedlichen Ausführungen zu finden. Die UK-Versionen enthalten dabei meist zusätzliche Tracks, in der Regel Remixe, um die Alben gegenüber den Übersee-Versionen aufzuwerten. Eine Auswahl an Remixen, die als Album-Bonussongs oder Single erschienen, ist auf dem Album Remixed zu finden.

### Singles
- 1996: Cotton Wool
- 1996: Gold
- 1996: God Bless
- 1997: Gorecki
- 1999: B Line
- 1999: Softly
- 1999: All in Your Hands
- 2001: Gabriel (Limited Edition)
- 2003: Sweet
- 2003: Gabriel (Remix, Promo Copy)
- 2004: Wonder
- 2011: Build a Fire
- 2012: Butterfly Effect
- 2013: Wise Enough
- 2014: We Fall in Love

### Videoalben
- 2004 The Fall & Rise of the Fools Ark (mit Dadara & Jesse)